# 노다촌 (아이치현 아쓰미군)
노다촌(野田村)은 아이치현 아쓰미군에 설치되었던 촌이다. 현재의 다하라시에 해당한다.